# Muebles Casas
Muebles Casas és una empresa de producció, interiorisme i venda de mobiliari, fundada l’any 1897 a Barcelona per Llorenç Casas Gallofré.
L'espai taller de l'empresa, ubicat al complex del Vapor Vell del Barri de Sants de Barcelona, comptava amb mestres artesans especialitzats en les diferents fases de construcció manual del mobiliari, com el tall de fusta, polit, envernissat i tapisseria. La fàbrica va arribar a comptar amb uns 100 treballadors i rebia encàrrecs de particulars, alhora que solia treballar conjuntament amb professionals de l’interiorisme, la decoració i l’arquitectura. L'any 1929 fou guardonada amb la Medalla d’Or de l'Exposició Internacional de Barcelona.
Al llarg dels anys vuitanta, el moblista Carles Riart va instal·lar el despatx i showroom en un espai del taller de l'empresa. Fruit de la col·laboració entre Casas i Riart es creà una col·lecció de mobles que gaudiren de gran prestigi.
A finals del segle XX l'empresa abandona la producció pròpia de mobiliari i se centra en l’activitat a la botiga i els projectes d’interiorisme, tot encarregant a tercers la producció d’elements de mobiliari especial.
Algunes de les seves produccions formen part de la Col·lecció de Disseny de Producte del Museu del Disseny de Barcelona, on es conserva també el seu arxiu històric.